# 楊可為
爵士，GCMG，MBE（1932年11月20日—），貝里斯政治人物，前任貝里斯總督。

## 生平
楊可為1931年生於英屬洪都拉斯貝里斯市。先後取得西印度群島大學文學士學位及英國約克大學博士學位。1993年11月17日起擔任第2任貝里斯總督。1994年獲頒授聖米迦勒及聖喬治爵級大十字勳章。2008年獲頒授采玉大勳章。
2015年，因應伯利兹总理迪安·奥利弗·巴罗請示，宣布解散議會，提早舉行2015年貝里斯大選。
2021年4月，他宣布退休，其時是各英聯邦王國的總督中在任最長者。

## 著作
- 「滿滿的帕塔奇籃－七個走進貝里斯的民間故事」（Pataki Full-Seven Belizean Short Stories）。[3]